# Idioma wirö
El wirö (también llamado itoto, wotuja, jojod o con el peyorativo Makú) es una lengua indígena hablada en Colombia y Venezuela. Está testimoniada solo por una lista de 38 palabras recogida hacia 1900, pero esto no es suficiente para probar su relación con el idioma piaroa, del cual tal vez sólo sea un dialecto. Los hablantes de las dos lenguas pueden entenderse entre sí, pero no con confianza por lo que consideran que sus lenguas son distintas.
El término maco no es un nombre específico, sino una designación peyorativa utilizada por hablantes de lenguas arawak para referirse a lenguas con las que no existe inteligibilidad mutua. En el caso del wirö, las siguientes denominaciones aparecen en la literatura: maco, mako, maku, makú, sáliba-maco y maco-piaroa, esta última empleada también para referirse a la combinación del wirö con el piaroa.